# Clutha (fleuve)
Le fleuve Clutha (anglais : Clutha River) est le second cours d'eau de la Nouvelle-Zélande par sa longueur. Il coule vers le sud-sud-est sur 340 km, dans l'Otago central et austral, et se déverse dans l'océan Pacifique, à environ 75 km au sud-ouest de la ville de Dunedin.

## Géographie

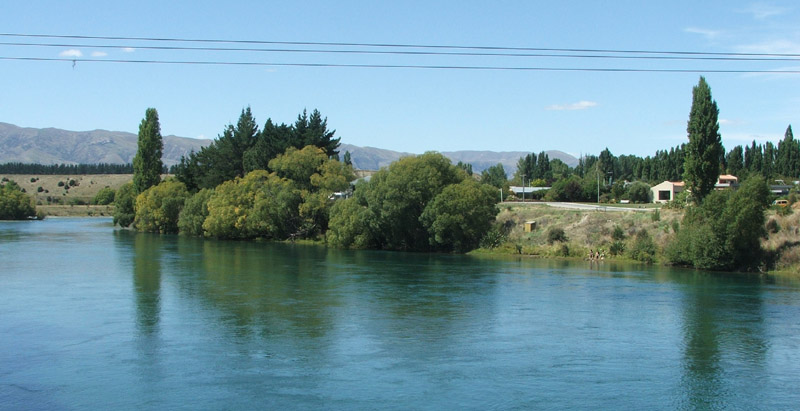
Près de sa source à Albert town.

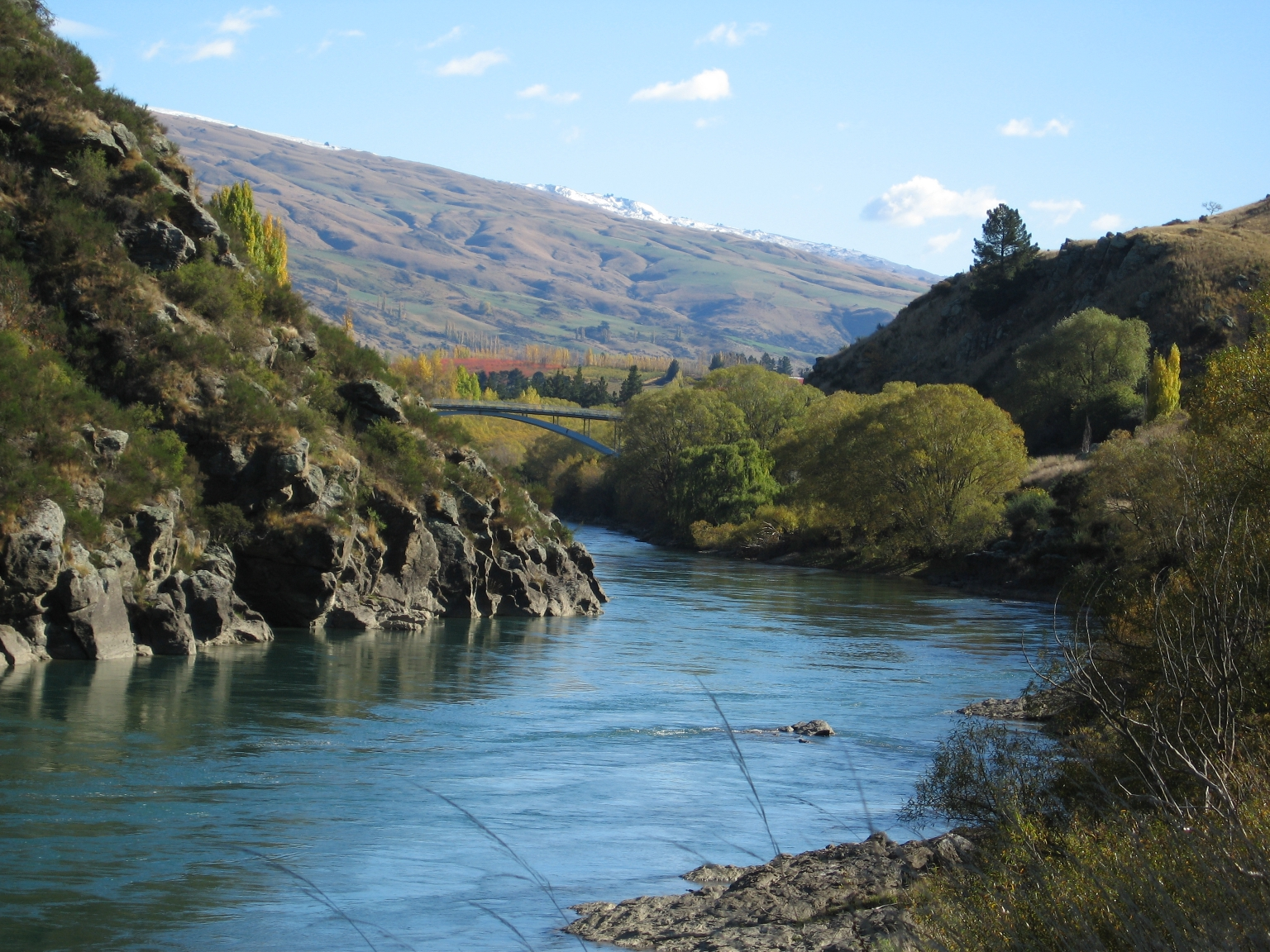
Le pont de Roxburgh.

La source ultime du fleuve Clutha se trouve près du col de Haast (en) ; c'est en fait la source de la rivière Makarora, laquelle se déverse dans le lac Wanaka à sa pointe nord. Le sud de ce lac alimente le début du fleuve Clutha près de la ville d'Albert town, où il rencontre son premier affluent important, la rivière Cardrona, ainsi que la rivière Hawea, issue du lac Hawea. Peu après, le fleuve s'élargit, devenant le lac Dunstan (en), un lac artificiel créé par le barrage hydroélectrique situé au niveau de la ville de Clyde. C'est ici que le fleuve Clutha rencontre un autre affluent, la rivière Lindis.
Cinquante kilomètres au sud du lac Wanaka, le fleuve Clutha atteint le village de Cromwell. Le cours à ce niveau fut beaucoup changé lors de la fin de la construction du Barrage de Clyde, à la fin des années 1980. Ici le fleuve Clutha est rejoint par les eaux de la rivière Kawarau. Avant la construction du barrage, on pouvait voir à la confluence la différence en couleur entre les eaux de ces deux cours d'eau.
Le fleuve Clutha continue son trajet, se dirigeant vers le sud-est à travers le défilé de Cromwell (en) jusqu'à la ville de Clyde et près d'Alexandra, où il est rejoint par la rivière Manuherikia.
Au sud d'Alexandra, le cours d'eau s'élargit encore pour former le lac Roxburgh (en), lui aussi artificiel, et créé par le barrage de Roxburgh (en) construit à la fin des années 1950. La ville de Roxburgh est située près du fleuve, à 120 km au sud du lac Wanaka.
De là, le fleuve continue en direction du sud-est, passant par les villes d'Ettrick, Millers Flat et Beaumont avant de rencontrer la rivière Tuapeka, où il tourne vers le sud et rencontre son dernier affluent majeur, la rivière Pomahaka, à 30 km de la côte pacifique. Le fleuve passe par la ville de Balclutha avant de se répandre dans son delta, formant plusieurs îles, dont Inch Clutha (en).
Le débit moyen du fleuve Clutha est estimé de 570 m3/s, comparable à beaucoup de cours d'eau plus grands. Ce grand débit et sa petite taille font de lui l'un des cours d'eau les plus rapides du monde ; parmi les autres on trouve les fleuves Macleay et Fitzroy en Australie, l'Amazone et l'Atrato en Amérique du Sud, et le Teesta en Inde et Bangladesh.
Au-delà de son embouchure, la géologie de la région crée un système de canyons maritimes s'étendant sur plus de 100 km dans le Pacifique sud, devenant finalement la dépression du Bounty (en). Ce système de canyons ressemble fortement aux affluents sur terre, tellement que beaucoup des fleuves débouchant dans l'océan sur la côte de la région d'Otago peuvent être considérés affluents du système sous-marin du fleuve Clutha.
Ces fleuves incluent le fleuve Tokomairiro, le fleuve Taieri, le fleuve Waikouaiti, le fleuve Shag et le fleuve Waitaki.

## Histoire
Les Maoris appellent le Clutha Matau. Au début de l'exploration et colonisation européennes il y avait au moins un établissement de 250 à 300 Maoris sur ses rives. Le fleuve tient son nom moderne de Cluaidh, le nom gaélique écossais pour le Clyde, fleuve majeur d'Écosse qui passe par la grande ville de Glasgow. Aux débuts de l'époque coloniale il était connu sous le nom de Molyneux, nom donné au fleuve par le capitaine James Cook ; une base de chasse à la baleine fut installée près de son embouchure, la région étant économiquement dépendante sur les produits de la mer.

### La ruée vers l'or
Le fleuve joua un rôle important dans la ruée vers l'or de l'Otago central. Les premiers gisements d'or furent trouvés par Gabriel Read (en) en 1861 aux environs du secteur de la rivière Tuapeka, au niveau de ville de Gabriel's Gully. L'année suivante on trouva d'énormes quantités du métal précieux près de ce qui est aujourd'hui la ville de Cromwell.
À Noël 1861 il y avait 14 000 orpailleurs dans la région du Tuapeka et de Waipori. La ruée vers l'or dura peu longtemps, la plus grande partie de l’or alluvial étant déjà épuisé en 1863, mais les orpailleurs continuèrent d’affluer. La région voit un maximum de 18 000 chercheurs d’or en février 1864.

## Hydrologie

### Inondations

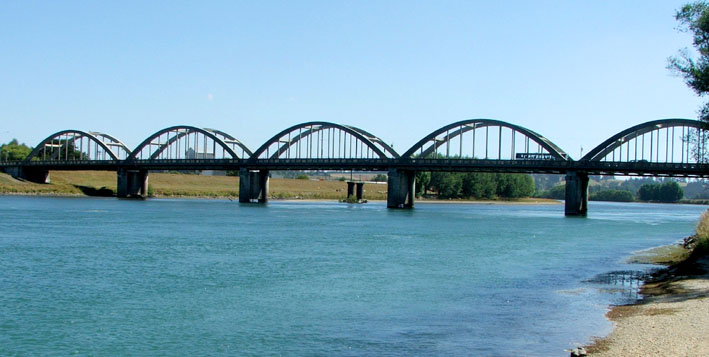
Le nouveau pont de Balclutha.

Il y a eu plusieurs grandes inondations, notamment les inondations centennales des 14-16 octobre 1878 et des 13 - 15 octobre 1978}.
Celle de 1878 est considérée comme la plus grande de la Nouvelle-Zélande. Un pont à Clydevale fut détruit et emporté par les eaux, se cognant contre le pont de Balclutha et détruisant ce dernier.
Celle de 1978, concomitante avec des débordements de plusieurs autres cours d'eau, du fleuve l'Oreti au sud au fleuve Tokomairiro au nord, inondant plus de 12 000 hectares de terre et entraînant la perte de plus de 21 000 têtes de bétail. Les villes affectées allaient de celle de Makarora au nord à celle d'Invercargill au sud. La ville de Wyndham dut être complètement évacuée, et les villes de Balclutha, Milton et Mataura furent sérieusement endommagées, beaucoup de leurs habitants évacués. Le petit village de Kelso sur les rives du Pomahaka fut complètement abandonné et non reconstruit après la descente des eaux. Le plus fort débit mesuré est de 4 500 m3/s le 15 octobre à 6h.

## Aménagements et écologie

### Usage de l'eau

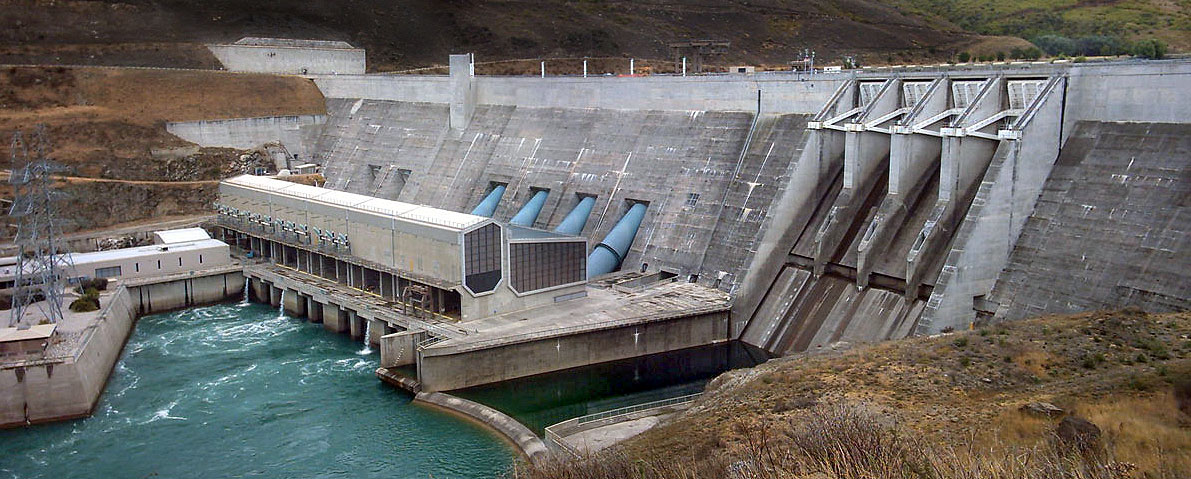
Le barrage de Clyde.

Deux barrages hydroélectriques sont situés sur le cours du fleuve, les barrages de Clyde et de Roxburgh (en), qui produisent de l'électricité pour le réseau national néo-zélandais.
Le fleuve Clutha sert pour l’agriculture irriguée de la région, basée principalement sur les fruits à drupe, surtout aux environs des villes de Cromwell, d'Alexandra et de Roxburgh (pomme, abricot, cerise et pêche). Plusieurs petits vignobles sont situés près de la source du fleuve Clutha.
Les paysages montagneux de l'Otago central font des premiers kilomètres du cours du fleuve Clutha une destination touristique, particulièrement pour le tourisme d'aventure. On y pratique plusieurs sports nautiques ainsi que le saut à l'élastique et le parapente. Le lac Dunstan (en) est un centre important d'aviron. Il y a des pistes de ski près de la source du fleuve Clutha. Les hivers froids de la région se prêtent également à la pratique du curling.